# 倉庫業
倉庫業（そうこぎょう）は、寄託を受けて顧客の物品を倉庫などで保管する受託事業で、運送業と並んで物流の中核となる業種。倉庫営業（そうこえいぎょう）とも呼ばれる。
日本では倉庫業法（所管は国土交通省）によって規制されるが、2002年(平成14年)4月、許可制から登録制へ変更された。

## 概要
日本では、倉庫業法により、施設・設備に関する基準を満たし、倉庫管理主任者を選任して国土交通大臣の登録を受けることが義務付けられている。
単純な場所貸しではなく、検品や在庫管理、流通加工、ピッキングから配送のほか、インボイス作成などの通関業務、受発注データ等の情報管理業務など、物流全体に関与している。
倉庫業法での倉庫とは、物品の滅失や損傷を防止するための工作物、土地、水面を指す。つまり、物資や商品を安全に保存し、必要に応じて物流へ載せるための保管、荷役の機能を持つ施設設備のことで、いわゆる倉庫やトランクルーム以外にストックヤードや貯木場などが含まれる。
一方、コインロッカーや駐車場のような一時預かりや、クリーニングや自動車整備工場の様に保管そのものが目的でない場合は除外される。銀行の貸金庫は銀行法の所轄なので、これも含まれない。
倉庫業はトラックターミナルなどに在る物流企業と同じく、運搬の系統の流れ作業である場合が多い。

## 歴史
近代以降に物流範囲が拡大すると、生産と加工、消費が遠隔地で行われる様になり、運送に伴う保管が必要となった。

### 前近代
日本では、鎌倉時代の土倉が金融業（これも物流に必要）と倉庫業を兼ねたのがはじまりと見られる。
江戸時代に入ると、例えば江戸深川の貸蔵業者が蔵敷料を取って、日本橋の商人の物品を預かるなど民間の倉庫業の発達もみられるが、一方で江戸や大坂、長崎、大津などの主要都市においては、江戸幕府の御蔵や諸藩の蔵屋敷もその役目を果たした。
御蔵や蔵屋敷は、自己保有する大量の米や産物を、売却するまで保管する自家用倉庫だが、売却済みとなった商品も購入者が実際に必要となるまで一時的に保管し、その証明として米切手・蔵預かり切手を発行するといった、現在の倉庫業としての役割も果たした。

### 近代
近代的な倉庫業の登場は、明治維新とそれに続く廃藩置県がきっかけとなった。
旧幕藩の御蔵や蔵屋敷が明治政府に接収されると、大量の流通商品が保管場所を喪失し、商業金融上の不都合が生じた。このため、1877年(明治10年)、銀行団体である択善会から政府に対し、官設倉庫設置を求める意見書が出された。
一方で、住友本店は1875年に自己の倉庫で並合業（自己資金による物品抵当の金融事業）を開始して一種の倉庫業務も兼ね、続いて1880年には三菱為替店も銀行業と倉庫業を兼業した。
以後、倉庫業を始める者が相次ぎ、1887年には12社であったものが、10年後の1897年には110社、20年後の1907年には273社と急増した。こうした中で銀行の倉庫業務が分離して独立した倉庫業となり、また1897年には保税倉庫法が施行され、1899年には倉庫業者連合会（後の日本倉庫業連合会）が結成された。
明治末期から大正前期にかけて、倉庫のコンクリート化や荷役コンベヤの登場、大戦景気によって倉庫業は飛躍的発展を遂げ、1919年には501社に達したが、第一次世界大戦終結後の不況に苦しみ、統廃合や倒産する業者もあった。
そうした中で1927年の銀行法改正によって銀行業と倉庫業との兼業が禁止され、1935年の倉庫業法制定によって倉庫証券の発行に制限が設けられるなど、経済統制の強化の影響を直接的に受けることになった。
特に第二次世界大戦が始まると、軍事目的が優先されるようになり、1944年に日本倉庫統制会社と地域別の倉庫統制組合が設置されると、日本の倉庫業務はその統制下におかれ、倉庫業は倉庫施設の賃貸以外の業務を行うことが出来なくなってしまった。

#### 旧倉庫業法
昭和10年4月6日公布、10月1日施行。日本の倉庫業は昭和10年3月現在、営業者は約600、倉庫のべ坪数は約80万、1年間の出入り高は約20数億円になっていた。このような規模であるにもかかわらず、農業倉庫や保税倉庫など特殊倉庫をのぞく一般営業倉庫にたいしては地方庁令によるほか、取締法規はなかった。そのため設備に欠陥のあるものもあり、また営業上さまざまな弊害を生じ、倉庫証券の信用失墜さえきたしていた。
その弊害を除去するために
1. 倉庫業者が預証券および質入証券または倉庫証券を発行する前に、その資力、信用、設備その他について主務大臣の調査をうけさせ、その許可なくしてはこれら証券の発行を許さない（1～3条）
2. 事業の公共性にかんがみ、保管の強制を認め、正当の事由なくして寄託の引受を拒ませない（5条）
3. 倉庫証券の信用を確保するため、倉庫証券を発行する場合には、強制的に火災保険を付させることとした（6条）
4. これらの規定に違反する場合の罰則が設けられた。

なお、この施行によって急激な影響が及ばないように、施行の際にすでに業務を営む者にたいしては施行の日から2年間の猶予期間がおかれた。

### 現代
戦後には戦時中の統制が廃止され、1956年には倉庫業法が全面的に改正され、高度経済成長の中で重要な役割を果たすようになった。

## 参照
1. ↑  倉庫業について一般社団法人日本倉庫協会
2. ↑  国土交通省 中部運輸局倉庫業とは